# Poble yaminawa

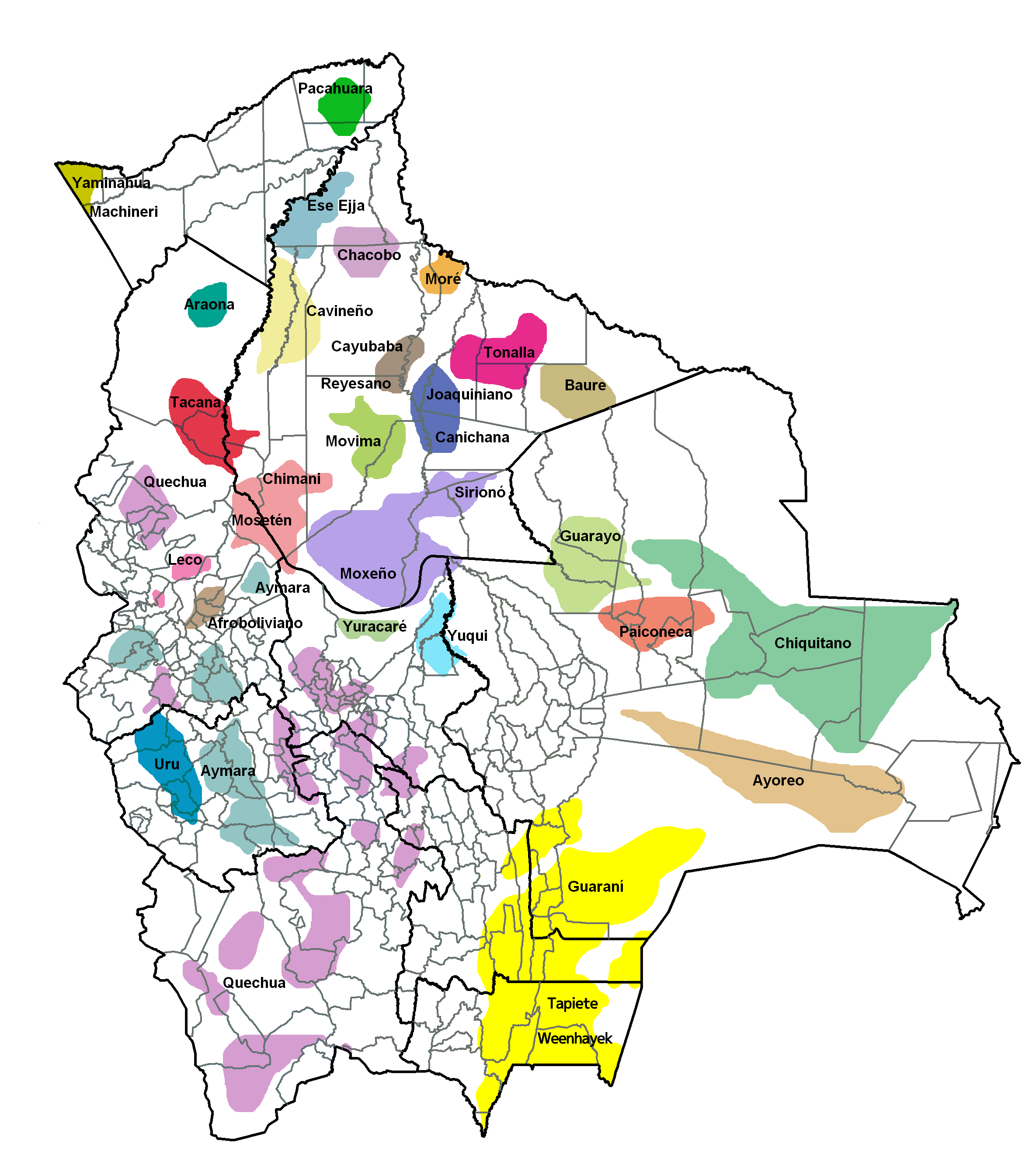
Pobles indígenes de Bolívia.

Els yaminawa són una ètnia que es distribueix entre la Amazonía de Bolívia, Brasil i Perú, en la conca del riu Acre i del Iaco i, a més, a Brasil habiten les riveras dels rius Chandless i Yurúa, mentre que a Perú habiten les riveres dels rius Purús, Curanja, Pedres, Mapuya, Huacapishtea, Tahuamanu, Cashpajali i Sepahua. Parlen la llengua yawanawa que forma part de la família lingüística pano.

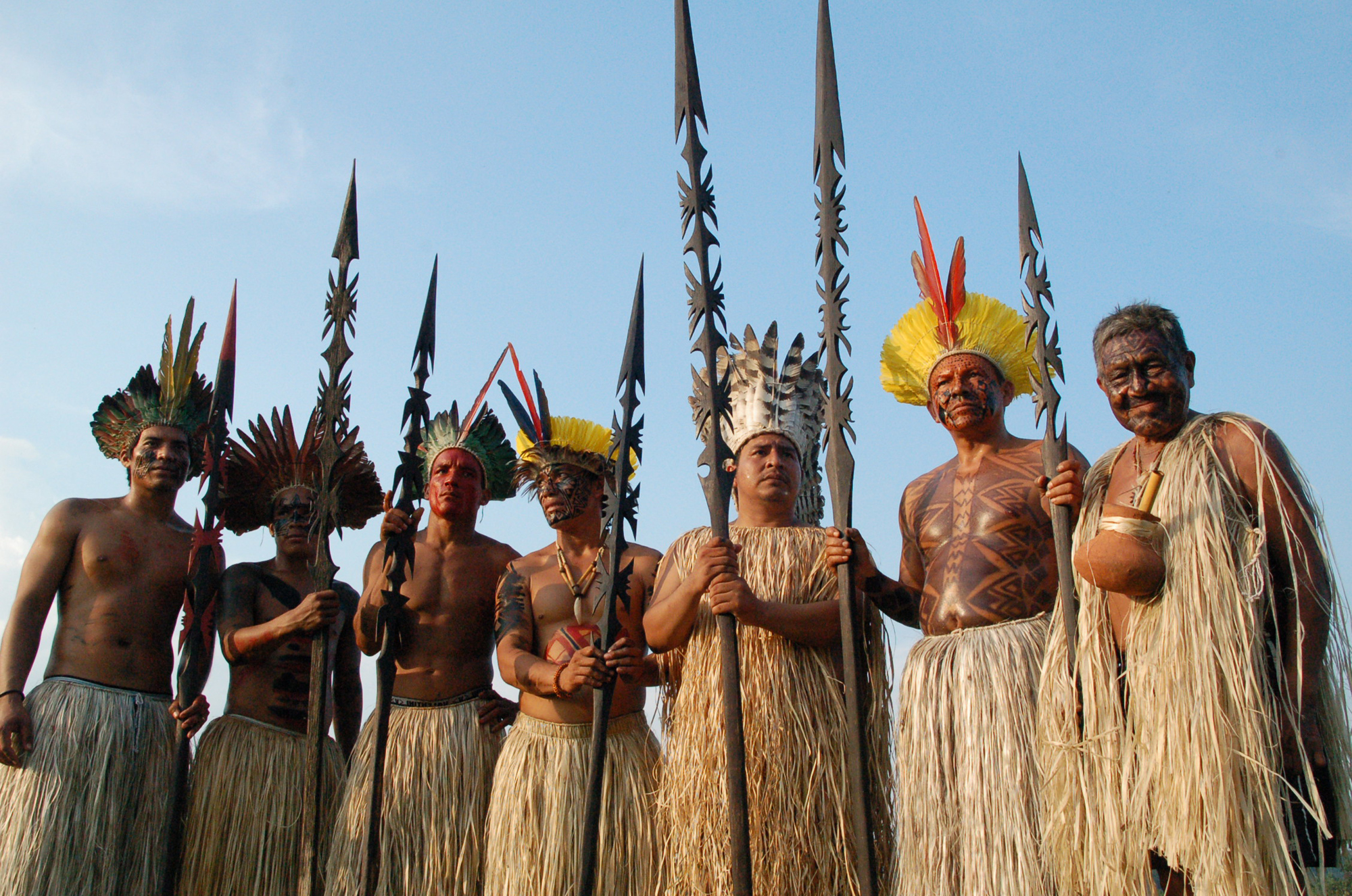
Grup de yaminawa brasilers

## Història
La informació sobre els yaminahua es remunta a mitjan segle xix, abans d'això es desconeixia l'existència d'aquest grup ètnic. Però es creu que el contacte amb europeus que van tenir les ètnies del riu Ucayali va afectar indirectament la manera de vida dels yaminahua amb la dispersió de virus i epidèmias, a més de l'intercanvi interètnic d'eines de metall.
Els primers contactes directes amb els yaminahua es realitzen en el marc de la febre del cautxú, aquest contacte va ser regular i violent, va suposar el rapte dels pobladors per a la seva esclavització. L'efecte d'aquest contacte inicial va ser una dràstica caiguda demogràfica.
Amb la finalitat de la febre del cautxú els yaminahuas van realitzar assalts a poblacions mestisses, aquesta situació es va mantenir per poc temps fins a la nova onada colonitzadora per a la recol·lecció de fustes fines. En 1968 un grup de més de cent yaminahuas es va instal·lar en un siringal.
Per a la dècada del 70, la pressió exercida pels empresaris fusters va impulsar als yaminahua a emigrar a zones de domini de l'ètnia amahuaca, la qual cosa va conduir a una resposta violenta i conflictes entre tots dos grups ètnics. Aquesta pressió es va accentuar amb l'exploració i posterior explotació petroliera en la zona. Els informes oficials de la Fundação Nacional do Índio (Funai) a l'estat d'Acre en 1975, descriuen una situació d'explotació econòmica, desorganització i alcoholisme en els grups contactats. No obstant això, diversos grups van migrar i es van establir riu amunt en l'àrea de Mamoadate i altres es van mantenir pel riu Acre.
Un grup relacionat amb els yaminahua, que ha viscut a l'interior de la selva, va fer contacte el 29 de juny de 2014 amb els ashaninca del llogaret Simpatia en l'alt riu Envira, a Acre (Brasil), molt prop de la frontera amb el Perú. Eren presents funcionaris de la Funai. Amb l'ajuda d'un intèrpret yaminahua, integrants del grup van contar que la seva gent ha sofert atacs de forasters, els qui han matat a molts dels seus i cremat els seus habitatges i que es veuen obligats a ocultar la seva localització per a evitar xocs amb altres indígenes que viuen en la selva. Segons l'intèrpret, el grup es va autoidentificar com sapanahua i s'estima que els atacs contra ells han estat realitzats per fusters o narcotraficants del costat peruà de la frontera.
La població que es va autoreconèixer com yaminawa en el cens bolivià de 2001 va ser de 41 persones. Aquest número va augmentar a 259 en el cens de 2012.